# Electrophaes taiwana
Electrophaes taiwana là một loài bướm đêm trong họ Geometridae.